# اس‌جی‌آر ۱۶۲۷–۴۱
اس‌جی‌آر ۱۶۲۷-۴۱ یک ستاره است که در صورت فلکی گونیا قرار دارد.